# 34-я армия (СССР)
34-я армия (34 А) — оперативное войсковое объединение (общевойсковая армия) в составе Вооружённых Сил СССР во время Великой Отечественной войны.

## История

### Формирование
Управление 34-й армии было сформировано 16 июля 1941 года в Московском военном округе.
В составе действующей армии с 30 июля 1941 года по 19 ноября 1943 года.

### 1941 год
С 18 июля 1941 года армия входила в состав фронта Можайской линии обороны, занимала позиции западнее Малоярославца и постепенно получала войска.
С 25 июля 1941 года вошла в состав 1-й резервной группы генерал-лейтенанта Богданова, с 30 июля 1941 года — в состав Резервного фронта. Штаб армии находился в Любнице. 6 августа 1941 года подчинена штабу Северо-Западного фронта
Армии была поставлена задача сосредоточиться на рубеже реки Ловать, по восточному берегу, на участке Кулаково-Коломна, южнее уже захваченной противником Старой Руссы . Директивой Ставки ВГК № 00824 перед армией ставилась задача нанесения удара своим левым крылом в рамках общего замысла операции, посредством которой должна была быть достигнута цель овладения Старой Руссой и Дно, нанесение поражения войскам противника в районах Сольцы — Старая Русса — Дно. При удаче операции мог быть отрезан весь правый фланг Группы армий «Север». В соответствии с приказом, к 15 августа 1941 года армия должна была продвинуться на 25 километров до рубежа Ручьевые Котцы, Чудиново, Снежка, к 18 августа 1941 года — на 40 километров до рубежа Волот и Должино. В составе армии было 54 912 человек, она располагала 83 танками и 748 орудиями и миномётами.
К 11 августа 1941 года армия развернулась западнее указанного в директиве рубежа, по реке Полисть в районе Взгляды — Гойки, фронтом в 40 километров. 12 августа 1941 года армия перешла в наступление с рубежа развёртывания по реке Полисть. Войскам армии противостояли растянутые войска 10-го армейского корпуса. Собственно, в начале наступления, войск противника в полосе наступления левого крыла армии не было, исключая редкое боевое охранение. 290-я пехотная дивизия развернулась фронтом на юг южнее Старой Руссы, а 30-я пехотная дивизия и 126-я пехотная дивизия продолжали наступление на восток от Старой Руссы, отбрасывая войска 11-й армии. Они же после начала советского наступления были срочно оттянуты западнее Старой Руссы, но так или иначе, советские войска имели по меньшей мере трёх-четырёхкратное превосходство над противником.

#### Контрудар под Старой Руссой
В первом эшелоне армии наступали свежие 245-я, 257-я, 262-я стрелковые дивизии и 25-я кавалерийская дивизия. Наступление развивалось как нельзя лучше для советских войск: задача, поставленная на 18 августа 1941 года, была перевыполнена уже 14 августа 1941 года. Утром этого дня части армии сумели перерезать железную дорогу Дно — Старая Русса. Таким образом, части армии глубоко охватили части 10-го армейского корпуса (исключая небольшую часть 30-й пехотной дивизии, оставшейся за кольцом), и нацелились во фланг новгород-чудовской группировки противника. Немецким командованием ситуация оценивалась по-разному: так, командование Группы армий «Север» и Начальник Генерального штаба ОКХ Франц Гальдер на 14 августа 1941 года не придавали особого значения прорыву, тогда как Йодль, начальник оперативного управления ОКВ, напротив, затребовал целый танковый корпус для ликвидации прорыва 34-й армии.

Если мы так будем реагировать на уколы противника, то сведём на нет любой стратегический план и, кроме того, никогда не добьёмся сосредоточения сил на направлениях главного удара— Франц Гальдер. Военный дневник.
Однако на 18 августа 1941 года положение, в частности командующим группой армий «Север» фельдмаршалом В. фон Леебом, уже оценивалось как более серьёзное: в войсках 10-го армейского корпуса все солдаты были выведены в первую линию, войска корпуса были крайне переутомлены. Так или иначе, немецкое командование для парирования удара было вынуждено снять 14 августа 1941 года с новгородского направления дивизию СС «Мёртвая голова», затем 3-ю моторизованную дивизию и управление 56-го моторизованного корпуса. До их подхода всю активную деятельность по уничтожению 34-й армии вёл только 8-й авиационный корпус, в состав которого входили пикирующие бомбардировщики Ju-87. Немецкие самолёты одолевали войска 34-й армии в течение всего светового дня, нередко группами по 80-100 самолётов.
В то время как войска 34-й армии пробивались к Старой Руссе, которую оборонял потрёпанный 10-й армейский корпус, и пытались развить наступление западнее Старой Руссы, немецкие части были скрытно переброшены в район восточнее Дно и 19 августа 1941 года нанесли удар в левый фланг 34-й армии, и уже 20 августа 1941 года авангард дивизии СС «Мёртвая голова» соединился с частями 30-й пехотной дивизии у Горок, тем самым отрезав большую часть 34-й армии в районе западнее Старой Руссы. Уже к 22 августа 1941 года немецкие части достигли Ловати юго-восточнее Старой Руссы. Та часть 34-й армии, что осталась не отрезанной к 25 августа 1941 года, отошла на Ловать южнее вражеского прорыва, отрезанные войска в подавляющем большинстве были уничтожены или взяты в плен. В 34-й армии на 26 августа 1941 года насчитывалось только 22 043 человека, было потеряно 74 из 83 танков и 628 из 748 орудий и миномётов. Немецкие войска отчитались о захвате 4 тысяч пленных, 60 танков и 40 орудий (по другим данным — более 10 000 пленных, 141 танк, 246 орудий). В ходе этой операции немецкими войсками впервые была захвачена реактивная установка «Катюша».
По итогам неудачного наступления командующий Северо-Западным фронтом генерал-майор Собенников П. П. был снят с должности и приговорён к 5 годам заключения, впоследствии заменённого понижением в звании.
Однако на этом проблемы армии не закончились. В начале сентября 1941 года под ударами немецкого 2-го армейского корпуса был прорван фронт советской 27-й армии (сосед слева), в прорыв был введён немецкий 57-й танковый корпус, который развивал наступление на Демянск вдоль дороги Холм — Яжелбицы и заходил в тыл войскам советских 11-й и 34-й армий. 8 сентября 1941 года немецкие войска силами 19-й танковой дивизии взяли Демянск, подразделения дивизии не задерживаясь двинулись дальше и 9-го сентября захватили станцию Лычково. Следом за 19-й танковой к Демянску подошла 20-я танковая дивизия, повернувшая к озеру Селигер в направлении Полново. В результате в кольцо окружения вместе с большей частью 27-й армии и некоторой частью 11-й армии попали и части 34-й армии, которые впоследствии были уничтожены.
Причинами неудачных действий 34-й армии в августе-сентябре были названы потеря управления войсками со стороны командования армией и соединений армии, неудовлетворительное обеспечение авиацией и средствами противовоздушной обороны, отсутствие резервов. По результатам действий армии были расстреляны командующий армией генерал-майор Качанов К. М. и начальник артиллерии армии генерал-майор артиллерии Гончаров В. С.
К концу сентября 1941 года положение армии стабилизировалось. Армия заняла позиции северо-восточнее Демянска, от озера Вельё до Сухой Нивы и до конца года не проводила масштабных наступательных действий.

### 1942 год
1942 год начался для армии участием её в Демянской наступательной операции.
В рамках операции 34-я армия являлась главным объединением фронта, на которое возлагалась основная задача окружения и уничтожения войск противника в Демянском выступе, сформировавшемся в результате осеннего наступления вермахта. При этом задача армии должна была быть выполнена довольно-таки ограниченными силами: в подчинении собственно армии имелось только пять дивизий при одном противотанковом артиллерийском полку и отдельном танковом батальоне. Естественно, что перед начало операции армия получила фронтовые средства усиления, но и фронт располагал весьма ограниченными возможностями. Общая численность войск армии на 1 января 1942 года составляла 36 700 человек. Армия располагала 368 орудиями и миномётами (из них 105 орудий калибра 76-мм и крупнее) и 22 танках.
По плану операции армия должна была наносить удар своими фланговыми, смежными с соседями (справа 11-я армия, слева 3-я ударная армия), соединениями. На правом фланге армии действовала 26-я стрелковая дивизия, на левом фланге — 241-я стрелковая дивизия. При этом в центре боевого построения армия должна была на фронте Кипино, Долматиха сковывать войска противника, и что было весьма важным — не допустить его прорыва на 110-километровом участке в направлении Валдай — Бологое. На правом фланге наступление должно было развиваться в направлении — Беглово, Свинорой с отсечением группировки противника ударом на юго-запад, на левом — в направлении Вотолино, с отсечением группировки противника ударом на запад и затем на север. После планируемого окружения и уничтожения группировки войск противника в Демянске, армия должна была продолжить наступление на Холм и выйти на западный берег реки Порусья.
При том, что против 5 дивизий армии только в первой полосе обороны противник имел 4 дивизии, находящихся в оборудованных укреплениях в череде опорных пунктов, лесисто-болотистой местности и глубоком снежном покрове, недостатке тяжёлого вооружения и танков, задача армии являлась невыполнимой. Ещё более невыполнимой задача представляется с учётом того, что соседи в непосредственном окружении войск в Демянске должны были быть задействованы весьма ограниченно: 11-я армия была сконцентрирована на Старой Руссе, а участие 3-й ударной армии планировалось в виде удара на Молвотицы — Марёво — Холм.
Армия начала операцию своим правым флангом 7 января 1942 года, пытаясь прорвать вражескую оборону на железной дороге Старая Русса — Валдай на участке от Полы до Лычково, но существенных успехов не добилась. Левое крыло армии перешло в наступление только 9 января 1942 года, с началом соседней Торопецко-Холмской наступательной операции. 241-я стрелковая дивизия по льду перешла Селигер и прорвав оборону противника по берегу озера, вышла к Ватолино, окружила его, но взять не смогла, так же, как и гарнизоны в Монакове и Молвотицах. До конца января 1942 года на левом фланге наступления армии продолжались бои за эти населённые пункты, а наступление не развивалось. К концу января 1942 года наступление в полосе армии застопорилось. Ставка ВГК предприняла меры по развитию наступления, существенно пополнив войска фронта, действующие под Демянском (как обычно поставив новые, ещё более широкомасштабные цели наступления). 34-я армия на своём левом фланге получила одну стрелковую дивизию и три стрелковые бригады (фактически действующие в полосе армии) из 3-й ударной армии, а на правом фланге армии в бой был введён 1-й гвардейский стрелковый корпус из одной гвардейской стрелковой дивизии, четырёх стрелковых бригад и трёх лыжных батальонов. Однако корпус остался во фронтовом подчинении. В течение двадцати дней февраля 1942 года корпус наступает вдоль шоссе Старая Русса — Залучье через Рамушево, а части 34-й армии следуют за ним, также нанося удар на Полу. 20 февраля 1942 года окружение было замкнуто в районе Залучье частями 1-го гвардейского корпуса с севера и 42-й стрелковой бригады 34-й армии с юга. Однако ликвидировать группировку в Демянске и продолжить наступление армии не удалось по ряду причин, в том числе и потому, что в ходе наступления армия понесла большие потери и предпринять что-либо решительное не могла. С 20 февраля по 20 марта 1942 года армия безуспешно наступала на окружённый Демянск, снабжаемый с воздуха, где немецкая группировка оказывала мощное сопротивление.
21 марта 1942 года немецкие войска перешли в наступление в общем направлении на Рамушево, и в конце концов смогли к 20 апреля 1942 года пробить к окружённой группировке коридор, достаточный для полноценного снабжения полуокруженных частей 2-го армейского корпуса Вермахта, в том числе, отбросив со внутреннего кольца окружения войска 34-й армии. Таким образом, с весны 1942 года армия занимает практически те же позиции, что и перед началом Демянской операции, нависая над Демянской группировкой с севера на рубеже Лычково — Исаково и ведя частные боевые операции. Примером такой операции служит так называемая Лычковская операция, в ходе которой войска армии получили задачу разгромить лычковскую группировку противника и овладеть участком железной дороги Лычково — Кневицы, с тем, чтобы по линии Валдай — Пола наладить снабжение 11-й и 34-й армий. 17 сентября 1942 года войска армии перешли в наступление, оказавшееся в конечном итоге безуспешным.

### 1943 год
1943 год, так же, как и 1942, начался для армии участием в Демянской наступательной операции.
Как известно, как таковой Демянской наступательной операции в 1943 году не было: немецкие войска по ряду причин, связанных в том числе и с общим ухудшением для Германии обстановки на фронтах, осуществили отвод своих войск из Демянска по рамушевскому коридору, начиная с 17 февраля 1943 года. Таким образом, в течение февраля-марта 1943 года участие армии в операции ограничивалось преследованием отходящих из Демянска войск противника и боями с оставленными арьергардами. Уже к 28 февраля 1943 года армия вышла к Ловати. Линия фронта существенно сократилась, и в начале марта полевое управление армии, передав войска в 11-ю и 53-ю армии, переброшено в район северо-восточнее Старой Руссы, где приняла часть войск от 27-й армии.
С 18 марта 1943 года армия, сменив совершенно обескровленную 27-ю армию, штурмует Старую Руссу. Ей противостояли пять дивизий в первой линии на рубеже деревень Ужин, Медведно, Бряшная Гора, Соболево, Деревково на Порусье. Наступление проходило в тяжёлых природных условиях, в тумане и дожде, что ограничивало применение авиации. Наступление 18 марта 1943 года было отбито, возобновлено 20 марта 1943 года, войска армии смогли отбить несколько населённых пунктов, немного приблизившись к Старой Руссе, но освободить город не удалось опять. Армия находится под Старой Руссой вплоть до ноября 1943 года, держа оборону и предпринимая попытки штурма города (так 17-20 августа 1943 года провела массированное наступление, которое опять же было отбито).

### Расформирование
20 ноября 1943 года войска армии были переданы 1-й ударной армии. Полевое управление армии было выведено в резерв Ставки ВГК и 15 января 1944 года переименовано в управление 4-й армии (3-го формирования).
За героизм и мужество, проявленные в боях в 1941—1943 годах, тысячи воинов армии награждены орденами и медалями.

## Командование

### Командующий
- Пронин Николай Нилович (16.07 — 3.08.1941),
- Качанов Кузьма Максимович (3.08 — 12.09.1941),
- Алферьев Пётр Фёдорович (12.09 — 25.12.1941),
- Берзарин Николай Эрастович (25.12.1941 — 14.10.1942),
- Лопатин Антон Иванович (14.10.1942 — 10.03.1943),
- Курочкин Павел Алексеевич (10.03 — 22.06.1943),
- Советников Иван Герасимович (22.06.1943 — 15.01.1944).

### Член Военного совета
- Воинов Иван Прохорович (16.07 — 15.09.1941),
- Базилевский Павел Леонтьевич (15.09.1941 — 25.07.1942),
- Черешнюк Василий Иванович (25.07.1942 — 15.01.1944),
- Лучко, Филипп Павлович (13.05.1943 — 15.01.1944).

### Начальник штаба
- Галкин Александр Григорьевич (18 — 25.07.1941[9]),
- Болознев Василий Васильевич (16 — 25.07.1941),
- Тихомиров Владимир Васильевич (26.07 — 27.08.1941),
- Озеров Фёдор Петрович (27.08 — 11.09.1941),
- Романов Михаил Тимофеевич (12 — 22.09.1941),
- Ярмошкевич Павел Сергеевич (11.10.1941 — 15.01.1944).

### Начальники АБТО армии, заместитель командующего армии по т/в, командующиe БТ и МВ[10]
- 19.07.41-09.41	Белов, Дмитрий Васильевич, полковник
- 15.04.42	Захаров, подполковник
- 24.09.1942 — 00.09.1943 Кукушкин, Дмитрий Владимирович, полковник
- 13.09.1943 — 28.02.1944	Массарыгин, Георгий Семёнович, полковник, с 05.11.1943 генерал-майор танковых войск.

## Боевой состав
В различное время в состав армии входили
| Стрелковые соединения и подразделения            | Стрелковые соединения и подразделения | Стрелковые соединения и подразделения                                                                                          | Стрелковые соединения и подразделения |
| Корпуса                                          | Дивизии | Бригады | Иные подразделения |
| ------------------------------------------------ | --- | --- | --- |
| 12, 14 гвардейские стрелковые, 82, 96 стрелковые | 7, 43, 53 гвардейские стрелковые, 26, 37, 150, 163, 170, 171, 182, 188, 200, 202, 241, 245, 253, 254, 257, 259, 262, 271, 282, 370 стрелковые, 25, 54 кавалерийские, 1, 10 гвардейские воздушно-десантные | 20-я, 86-я, 127-я, 133-я, 137-я, 144-я, 146-я, 147-я, 151-я, 161-я стрелковые, 27, 41 лыжные, 2 манёвренная воздушно-десантная | 3-й мотострелковый полк, 26, 52, 54, 78, 134, 144, 156, 211, 215, 216, 220, 221, 233, 244, 245, 258, 259 лыжные батальоны, 309, 333, 365 пулемётные батальоны, 14-й, 15-й, без номера истребительные отряды, 91 УР |

| Артиллерийские дивизии и бригады                          | Артиллерийские дивизии и бригады | Артиллерийские дивизии и бригады | Артиллерийские дивизии и бригады | Артиллерийские дивизии и бригады | Артиллерийские дивизии и бригады |  |
| Дивизии                                                   | Лёгкие бригады                   | Гаубичные бригады                | Пушечные бригады                 | Миномётные бригады               | Миномётные РС бригады            |  |
| --------------------------------------------------------- | -------------------------------- | -------------------------------- | -------------------------------- | -------------------------------- | -------------------------------- |  |
| 26, 27 артиллерийские, 42, 44, 47 зенитные артиллерийские | 75, 78                           | 74, 77, 122 большой мощности     | 72, 76                           | 24, 26, 32                       | 8, 9, 21                         |  |

| Артиллерийские полки                                                                            | Артиллерийские полки                           | Артиллерийские полки                     | Артиллерийские полки                              | Артиллерийские полки                           | Артиллерийские полки                                                      |  |
| Пушечные (в том числе армейские и корпусные)                                                    | Гаубичные                                      | Противотанковые                          | Миномётные                                        | Миномётные РС                                  | Зенитные                                                                  |  |
| ----------------------------------------------------------------------------------------------- | ---------------------------------------------- | ---------------------------------------- | ------------------------------------------------- | ---------------------------------------------- | ------------------------------------------------------------------------- |  |
| 11, 37, 166 гвардейские артиллерийские, 151, 264, 270, 387, 440, 448, 643, 1235 артиллерийские, | 191, 231, 385, 395, 429, 515, 989, 1199, 1200, | 171, 458, 578, 592, 641, 698, 759, 1040, | 102, 115, 121, 268, 274, 283, 482, 490, 562, 563, | 22, 23, 24, 26, 27, 39, 42, 70, 95 гвардейские | 242, 508, 582, 620, 708, 709, 710, 714, 729, 1274, 1585, 1586, 1591, 1592 |  |

| Артиллерийские дивизионы и иные подразделения | Артиллерийские дивизионы и иные подразделения | Артиллерийские дивизионы и иные подразделения | Артиллерийские дивизионы и иные подразделения | Артиллерийские дивизионы и иные подразделения           |  |
| Большой мощности                              | Противотанковые                               | Миномётные                                    | Миномётные РС                                 | Зенитные                                                |  |
| --------------------------------------------- | --------------------------------------------- | --------------------------------------------- | --------------------------------------------- | ------------------------------------------------------- |  |
| 402                                           | -                                             | -                                             | 82 тяжёлый, 227                               | 63, 64 гвардейские, 8, 19, 29, 239, 242, 250, 467, 533, |  |

| Танковые и механизированные соединения | Танковые и механизированные соединения | Танковые и механизированные соединения                                       | Танковые и механизированные соединения                              | Танковые и механизированные соединения                |  |
| Корпуса                                | Бригады                                | Полки                                                                        | Батальоны                                                           | Иные отдельные подразделения                          |  |
| -------------------------------------- | -------------------------------------- | ---------------------------------------------------------------------------- | ------------------------------------------------------------------- | ----------------------------------------------------- |  |
| -                                      | 33, 60, 83, 177,                       | 3 гвардейский танковый, 32, 38, 65, 227, 239, 249 танковые, 46 мотоциклетный | 85, 103, 108, 112, 150, 471, 514 танковые, 2, 11, 18, 35 аэросанные | 29, 30, 35 дивизионы бронепоездов, 16, 59 бронепоезда |  |

| Военно-воздушные силы | Военно-воздушные силы | Военно-воздушные силы | Военно-воздушные силы                                                     | Военно-воздушные силы        |  |
| Корпуса               | Дивизии               | Бригады               | Полки                                                                     | Иные отдельные подразделения |  |
| --------------------- | --------------------- | --------------------- | ------------------------------------------------------------------------- | ---------------------------- |  |
| -                     | 8, 57                 | -                     | 402 истребительный, 597, 642, 661, 677 бомбардировочные, 690 транспортный | -                            |  |

| Инженерные и сапёрные части                | Инженерные и сапёрные части                            | Инженерные и сапёрные части                                        | Инженерные и сапёрные части | Инженерные и сапёрные части |  |
| Бригады                                    | Инженерные батальоны                                   | Сапёрные батальоны                                                 | Понтонно-мостовые батальоны | Иные                        |  |
| ------------------------------------------ | ------------------------------------------------------ | ------------------------------------------------------------------ | --------------------------- | --------------------------- |  |
| 13 инженерно-минная, 13 инженерно-сапёрная | 11, 17, 28, 38, 47, 50, 134, 222, 223, 238, 285, 1391, | 238, 299, 469, 492, 1257, 1259, 1277, 1317, 1330, 1391, 1701, 1745 | 50, 54, 56, 58, 86          | -                           |  |

Кроме того, в состав армии в марте-апреле 1942 года входила Оперативная группа генерала Ксенофонтова в составе 23-й, 130-й стрелковых дивизий, 20-й, 27-й, 86-й стрелковых бригад, 53-го, 154-го, 155-го, 156-го, 229-го, 244-го, 258-го, 259-го, 260-го, 261-го лыжных батальонов.

## Помесячный боевой состав армии
| Помесячный боевой состав армии     | Помесячный боевой состав армии | Помесячный боевой состав армии | Помесячный боевой состав армии                                             | Помесячный боевой состав армии             | Помесячный боевой состав армии                       | Помесячный боевой состав армии |
| Дата (в составе фронта)            | Стрелковые и кавалерийские соединения | Артиллерийские и миномётные соединения | Танковые и механизированные соединения                                     | Авиация                                    | Инженерные и сапёрные части                          | Огнемётные части               |
| ---------------------------------- | --- | --- | -------------------------------------------------------------------------- | ------------------------------------------ | ---------------------------------------------------- | ------------------------------ |
| 01.08.1941 (Резервный фронт)       | 245, 259, 262, 257 сд, 25, 54 кд | 171, 759 ап ПТО | 16 и 59 отд. бронепоезда                                                   | -                                          | -                                                    | -                              |
| 01.09.1941 (Северо-Западный фронт) | 163, 245, 257, 259, 262 сд, 25 кд, 3 мсп | 264, 270 кап | 108, 112 отб                                                               | 57 сад                                     | 47 оиб, 238, 299 осб                                 | -                              |
| 01.10.1941 (Северо-Западный фронт) | 163, 188, 245, 257, 259, 262 сд | 270 кап, 429 гап РВГК, 19 озад | 46 мцп, 85, 103, 108 отб                                                   | 57 сад                                     | 238, 299, 469 осб                                    | -                              |
| 01.11.1941 (Северо-Западный фронт) | 163, 188, 245 сд | 270 ап и 429 гап РВГК, 171 ап ПТО, 19, 533 озад | 85 отб                                                                     | -                                          | 238, 299, 469 осб                                    | -                              |
| 01.12.1941 (Северо-Западный фронт) | 163, 188, 245 сд | 429 гап, 270, 1/448 пап РВГК | 85 отб                                                                     | -                                          | 210, 491, 492 осб                                    | -                              |
| 01.01.1942 (Северо-Западный фронт) | 26, 163, 202, 241, 245 сд | 698 ап ПТО | 85 отб                                                                     | -                                          | 28, 38, 134 оиб, 238, 492 осб                        | -                              |
| 01.02.1942 (Северо-Западный фронт) | 26, 163, 202, 241, 245 сд, отд. истребительный отряд (б/н) | 698 ап ПТО, 8 озадн | 85 отб                                                                     | 8 сад                                      | 28, 238 оиб, 492, 1257, 1259 осб                     | -                              |
| 01.03.1942 (Северо-Западный фронт) | 26, 163, 202, 241, 245, 370 сд, 53, 134, 144, 211, 215, 216, 220, 221, 245 олыжб, 14, 15 и б/н армейские истребительные отряды; оперативная группа генерала А. С. Ксенофонтова (23 сд, 20, 27, 86 сбр, 156, 229, 244, 258, 259, 261 олыжб) | 698 ап ПТО, 8 озадн | 85 отб, 2 оаэсб                                                            | 402 иап, 661, 677 лбап                     | 28, 238 оиб, 492, 1257 осб                           | -                              |
| 01.04.1942 (Северо-Западный фронт) | 163, 202, 271, 245, 370 сд, 20, 86 сбр, 26, 52, 54, 78, 156, 221, 233, 244, 245, 258, 259 олыжб; оперативная группа генерала Ксенофонтова А. С. (23, 130 сд, 53, 154, 155, 229, 260, 261 олыжб)                                            | 387 пап, 231 гап, 515 гап б/м, 592, 698 ап ПТО, 102 минп, 22 гв. мп, 8 озадн | 30 одн бронепоездов                                                        | 402 иап, 597, 661, 677 лбап                | 238 оиб, 492, 1257, 1330 осб                         | -                              |
| 01.05.1942 (Северо-Западный фронт) | 163, 170, 171, 245 сд, 146, 147 сбр, 2 манёвр. вдбр, 26, 52, 54, 245 олыжб, 87 сп (26 сд) | 387 аап, 231 гап, 515, 1200 гап б/м, 458, 592, 698 ап ПТО, 102, 115 минп, 23 гв. мп, 8 озадн | 33, 60 тбр                                                                 | 402 иап, 597, 661, 677 лбап                | 238, 492 оиб, 1330 осб                               | -                              |
| 01.06.1942 (Северо-Западный фронт) | 163, 170, 171, 245 сд, 146, 147 сбр, 91 УР, 87 сп (26 сд) | 387 аап, 231 гап, 515, 1200 гап б/м, 458, 592, 698 лап, 102, 115 минп, 23 гв. мп | 33, 60 тбр, 35 одн бронепоездов                                            | 402 иап, 597, 642, 661, 677 лбап, 690 трап | 238 оиб, 58 пмб, 1317, 1330, 1701 осб                | -                              |
| 01.07.1942 (Северо-Западный фронт) | 163, 170, 171, 245 сд, 146, 147 сбр, 91 УР | 387 аап, 515 гап б/м, 458, 698 лап, 102 минп, 23 гв. мп | 35 одн бронепоездов                                                        | 597 сап                                    | 238 оиб, 1317, 1330, 1701 осб                        | -                              |
| 01.08.1942 (Северо-Западный фронт) | 163, 171, 245 сд, 146, 147 сбр, 91 УР | 137, 167 минп, 27 гв. мп (без 230 д-на) 231 гап, 515 гап б/м, 387 аап, 698 иптап, 102, 121 минп, 23 гв. мп | 83 тбр, 35 одн бронепоездов                                                | 597 сап                                    | 11, 17 оиб, 58 пмб, 492, 1277, 1745 осб              | -                              |
| 01.09.1942 (Северо-Западный фронт) | 163, 171, 245 сд, 146, 147 сбр, 91 УР | 231 гап, 515 гап б/м, 387 аап, 458, 698 иптап, 102, 121 минп, 39 гв. мп | 83 тбр, 471 отб, 35 одн бронепоездов                                       | 597 сап                                    | 238 оиб, 1317, 1330, 1701 осб                        | -                              |
| 01.10.1942 (Северо-Западный фронт) | 163, 170, 171, 245 сд, 133, 144, 146, 147, 151, 161 сбр, 91 УР | 387 аап, 231, 429 гап, 515, 1199, 1200 гап б/м, 643 пап, 458, 698 иптап, 102, 121 минп, 39, 95 гв. мп, 82/82 гв. тмп, 227/26 гв. мп, 242 зенап | 83, 177 тбр, 471 отб, 35 одн бронепоездов                                  | -                                          | 238, 285 оиб, 492 осб                                | -                              |
| 01.11.1942 (Северо-Западный фронт) | 163, 171, 245 сд, 146, 161 сбр, 41 лыжбр, 91 УР | 387 аап, 515, 1200 гап б/м, 458, 698 иптап, 121 минп, 95 гв. мп | 83 тбр, 150, 471 отб, 35 одн бронепоездов                                  | -                                          | 238, 1391 оиб                                        | -                              |
| 01.12.1942 (Северо-Западный фронт) | 163, 171, 245 сд, 146, 161 сбр, 41 лыжбр, 91 УР | 387 аап, 515, 1200 гап б/м, 458, 698 иптап, 95 гв. мп | 29 одн бронепоездов                                                        | -                                          | 238, 1391 оиб                                        | -                              |
| 01.01.1943 (Северо-Западный фронт) | 163, 171, 245 сд, 146, 161 сбр, 41 лыжбр, 91 УР, 309, 333 опулб | 387 пап (76 пабр), 458 лап (75 лабр), 698 лап (78 лабр), 515, 1200 гап БМ, 482 минп, 95 гв. мп | 29 одн бронепоездов                                                        | 597 сап                                    | 238, 1391 оиб                                        | -                              |
| 01.02.1943 (Северо-Западный фронт) | 171, 182, 200, 245 сд, 144, 146, 161 сбр, 91 УР | 458 лап (75 лабр), 698 лап (78 лабр), 387 пап (76 пабр), 575, 1200 гап БМ, 482 минп, 9 гв. мбр, 95 гв. мп | 83 тбр, 29 одн брп                                                         | 597 бап                                    | 238, 1391 оиб                                        | -                              |
| 01.03.1943 (Северо-Западный фронт) | 245, 282 сд, 144, 146 сбр, 91 УР | 458 лап (75 лабр), 698 лап (78 лабр), 515 гап БМ, 482 минп | одн брп                                                                    | 597 бап                                    | 238, 1391 оиб                                        | -                              |
| 01.04.1943 (Северо-Западный фронт) | 12 гв. ск (127, 144, 151, 161 сбр), 26, 245, 254, 282, 370 сд, 27 лыжбр | 26 ад (75 лабр, 72 пабр, 77 габр, 24 минбр), 11 гв. аап, 191, 515 гап БМ, 402 опадн БМ, 482 минп, 8 гв.мбр, 22, 26, 39, 95 гв. мп, 708 зенап (44 зенад) | 3 гв., 239 отп, 11, 18, 35 оаэсб, 29, 35 одн брп                           | -                                          | 238, 1391 оиб, 86 пмб                                | -                              |
| 01.05.1943 (Северо-Западный фронт) | 12 гв. ск (127, 144, 151 сбр), 26, 37, 171, 182, 245, 253, 254, 370 сд, 365 опаб | 26 ад (75 лабр, 72 пабр, 77 габр, 24 минбр), 27 ад (78 лабр, 76 пабр, 74 габр, 26 минбр), 11 гв. аап, 1235 пап, 1199 гап БМ, 32 минбр, 482 минп, 22, 26, 27, 39, 95 гв. мп, 44 зенад (508, 708, 710, 1274 зенап), 709 и 729 зенап (42 зенад), 239, 242 озадн | 3 гв., 32, 38, 239 отп, 150 отб, 29, 35 одн брп                            | -                                          | 13 иминбр, 50, 238, 1391 оиб, 50, 86 пмб             | -                              |
| 01.06.1943 (Северо-Западный фронт) | 12 гв. ск (1 и 10 гв. вдд, 200 сд), 26, 37, 171, 182, 245, 370 сд, 127, 144, 151 сбр | 26 ад (75 лабр, 72 пабр, 77 габр, 24 минбр), 27 ад (78 лабр, 76 пабр, 74 габр, 26 минбр), 11 гв., 151, 1235 пап, 395, 989 гап, 1199 гап БМ, 641, 578 иптап, 32 минбр, 283, 482 минп, 22, 26, 27, 70 гв. мп, 44 зенад (503, 708, 710, 1274 зенап), 239, 242, 467 озадн | 60 тбр, 3 гв., 32, 38, 65, 227, 239, 249 отп, 150, 514 отб, 29, 35 одн брп | -                                          | 13 иминбр, 50, 238, 1391 оиб, 50, 54, 56, 58, 86 пмб | -                              |
| 01.07.1943 (Северо-Западный фронт) | 12 гв. ск (1 и 10 гв. вдд, 200 сд), 37, 171, 182, 245, 370 сд, 127, 144, 151 сбр | 26 ад (75 лабр, 72 пабр, 77 габр, 24 минбр), 27 ад (78 лабр, 76 пабр, 74 габр), 11 гв., 151, 1235 пап, 395, 989 гап, 1199 гап БМ, 578, 641 иптап, 32 минбр, 482 минп, 22, 26, 27, 70 гв. мп, 44 зенад (503, 708, 710, 1274 зенап), 239, 242, 467 озадн | 60 тбр, 3 гв., 32, 38, 65, 227, 239, 249 отп, 150, 514 отб, 29, 35 одн брп | -                                          | 13 иминбр, 50, 238, 1391 оиб, 50, 54, 58, 86 пмб     | -                              |
| 01.08.1943 (Северо-Западный фронт) | 12 гв. ск (1 и 10 гв. вдд, 182 сд), 14 гв. ск (7 и 53 гв. сд), 82 ск (управление), 43 гв., 26, 37, 171, 188, 245, 370 сд, 127, 144, 151 сбр                                                                                                | 26 ад (75 лабр, 19 гв. пабр, 77 габр), 27 ад (78 лабр, 76 пабр, 74 габр), 122 габр БМ, 37 гв. кап, 11 и 166 гв., 151, 440, 1235 пап, 385, 395, 989 гап, 578, 641, 1040 иптап, 32 минбр, 268, 274, 482, 490, 562, 563 минп, 21 гв. мбр, 22, 24, 26, 27, 42, 70 гв. мп, 42 зенад (620, 714, 729 зенап), 44 зенад (508, 708, 710, 1274 зенап), 47 зенад (1585, 1586, 1591, 1592 зенап), 582 зенап, 29, 239, 242, 467 озадн | 60 тбр, 3 гв., 27, 32, 38, 65, 227, 239, 249 отп, 514 отб, 29, 35 одн брп  | -                                          | 13 исбр, 50, 238, 1391 оиб, 54, 56, 58, 86 пмб       | -                              |
| 01.09.1943 (Северо-Западный фронт) | 14 гв. ск (53 гв., 171, 182 сд), 245, 370 сд, 127, 144, 151 сбр | 27 ад (78 лабр, 76 пабр, 74 габр), 37 гв. кап, 166 гв., 151, 1235 пап, 395, 989 гап, 641, 1040 иптап, 32 минбр, 482 минп, 21 гв. мбр, 22, 26, 27 и 70 гв. мп, 47 зенад (1585, 1586, 1591, 1592 зенап), 582 зенап, 250 озадн | 65, 239, 249 отп, 29, 35 одн брп                                           | -                                          | 13 исбр, 222, 223, 238, 1391 оиб, 54, 56, 58, 86 пмб | -                              |
| 01.10.1943 (Северо-Западный фронт) | 14 гв. ск (53 гв., 171, 182 сд), 96 ск (150 сд, 137 сбр), 245, 370 сд | 27 ад (78 лабр, 76 пабр, 74 габр), 37 гв. кап, 166 гв., 151 пап, 989 гап, 641 иптап, 32 минбр, 482 минп, 21 гв. мбр, 22, 26, 27 и 70 гв. мп, 47 зенад (1585, 1586, 1591, 1592 зенап), 582 зенап, 64 гв. озадн | 65, 239, 249 отп, 29, 35 одн брп                                           | -                                          | 223, 1391 оиб, 54, 56, 58, 86 пмб                    | -                              |
| 01.11.1943 (Северо-Западный фронт) | 96 ск (37, 150, 370 сд), 26, 182 сд, 137 сбр | 27 ад (78 лабр, 76 пабр, 74 габр), 151 пап, 989 гап, 641 иптап, 32 минбр, 482 минп, 21 гв. мбр, 22, 26, 27 и 70 гв. мп, 47 зенад (1585, 1586, 1591, 1592 зенап), 582 зенап, 63 и 64 гв. озадн | 65, 239, 249 отп, 29, 35 одн брп                                           | -                                          | 1391 оиб, 54, 58, 86 пмб                             | -                              |